# أوجوست أميس
أوجوست أميس (23 أغسطس 1994-5 ديسمبر 2017)، ممثلة إباحية كندية. ظهرت في أكثر من 100 فيلم، بما في ذلك فيلم غير إباحي في عام 2016، وتم ترشيحها لعدة جوائز AVN. في عام 2017، توفيت عن عمر يناهز 23 عامًا بعد ردة فعل عنيفة على وسائل التواصل الاجتماعي بعد تغريدة نشرتها اعتبرها البعض معادية للمثليين.

## النشأة
ولدت أميس في نوفا سكوشا بكندا لكنها استقرت في كولورادو سبرينغز في كولورادو وذلك خلال سنوات مراهقتها، ثم عملت في وقت لاحق كمربية كما سبق لها وأن اشتغلت كمدربة للفروسية.

## المسيرة المهنية
بدأت أوغست مسيرتها المهنية في تشرين الثاني/نوفمبر من العام 2013 مع مجموعة من الشركات مثل ملاك الشر (بالإنجليزية: Evil Angel)‏، الظلام X (بالإنجليزية: Dark X)‏، أفلام الفتيات (بالإنجليزية: Girlfreind Films)‏، أحاسيس جديدة (بالإنجليزية: New Sensations)‏، برازرز وآخرون.

## الحياة الشخصية
كانت متزوجة من كيفن مور، منتج ومخرج أفلام إباحية ومدير شركة ملاك الشر التي سبق لأوغست العمل فيها.

## انتحارها
في 5 ديسمبر من عام 2017، وُجدت أميس ميتة في منزلها في كاماريلو بكاليفورنيا، وقد أكد مكتب الطب الشرعي في مقاطعة فينتورا أنها انتحرت ولم تتعرض لجريمة قتل أو شيء من هذا القبيل. ويُشار إلى أن أميس انتحرت بعد سلسلة تغريدات متتالية في حسابها على تويتر والتي دافعت فيها عن رفضها لأداء وتمثيل فيلم إباحي رفقة رجل سبق له أن عمل في أفلام إباحية للمثليين، كما صرح بعض من أصدقائها وصديقاتها أنها كانت تعاني من حالة اكتئاب شديدة.

## روابط خارجية
- أوجوست أميس على موقع IMDb (الإنجليزية)
- أوجوست أميس على موقع أول موفي (الإنجليزية)
- أوجوست أميس على موقع قاعدة بيانات الفيلم (الإنجليزية)
- أوجوست أميس على موقع ليتربوكسد (الإنجليزية)
- أوجوست أميس على موقع كينوبويسك (الروسية)